# 2010-es műkorcsolya- és jégtánc-Európa-bajnokság
A 2010-es műkorcsolya- és jégtánc-Európa-bajnokság volt a verseny százkilencedik kiírása. A versenyt az észtországi Tallinnban rendezték január 18. és 24. között.
A nők versenyét az olasz Carolnia Kostner, a férfiakét az orosz Jevgenyij Pljuscsenko, a jégtáncosokét a szintén orosz Okszana Domnyina, Makszim Sabalin kettős, míg a párosokét az ugyancsak orosz Juko Kavaguti, Alekszandr Szmirnov nyerte.

## Selejtező
A verseny azon ISU-tagországok versenyzőinek volt engedélyezett, akik 2009. július 1-ig betöltötték 15. életévüket.
Minden tagország eleve indíthatott egy versenyzőt minden versenyszámban, az esetleges második vagy harmadik indulót az előző évi Eb-n elért helyezések biztosították.
A következő országok indíthattak 2, vagy annál több versenyzőt a kontinensviadalon:
| Indulók | Férfiak                                         | Nők                                                                         | Páros                                                      | Jégtánc                                                |
| ------- | ----------------------------------------------- | --------------------------------------------------------------------------- | ---------------------------------------------------------- | ------------------------------------------------------ |
| 3       | Franciaország · Olaszország                     | Finnország · Oroszország                                                    | Németország · Oroszország                                  | Franciaország · Olaszország · Oroszország              |
| 2       | Belgium · Csehország · Oroszország · Svédország | Németország · Egyesült Királyság · Magyarország · Olaszország · Törökország | Franciaország · Egyesült Királyság · Olaszország · Ukrajna | Azerbajdzsán · Egyesült Királyság · Litvánia · Ukrajna |

## Rekordok
- A férfiak rövidprogramjában Jevgenyij Pljuscsenko új világrekordot ért el 91,30 ponttal.[2]
- A párosok szabadprogramjában Juko Kavaguti és Alekszandr Szmirnov új világrekordot ért el 139,23 ponttal.

## Éremtáblázat
| Helyezés | Ország        | Arany | Ezüst | Bronz | Összesen |
| 1        | Oroszország   | 3     | 0     | 2     | 5        |
| 2        | Olaszország   | 1     | 1     | 0     | 2        |
| 3        | Németország   | 0     | 1     | 0     | 1        |
| 3        | Finnország    | 0     | 1     | 0     | 1        |
| 3        | Csehország    | 0     | 1     | 0     | 1        |
| 6        | Franciaország | 0     | 0     | 1     | 1        |
| 6        | Grúzia        | 0     | 0     | 1     | 1        |
|          | Összesen      | 4     | 4     | 4     | 12       |

## Végeredmény

### Férfiak
| #                                     | Név                   | Ország              | Összpontszám | RP | SZP |
| ------------------------------------- | --------------------- | ------------------- | ------------ | -- | --- |
| 1                                     | Jevgenyij Pljuscsenko | Oroszország         | 255.39       | 1  | 1   |
| 2                                     | Stéphane Lambiel      | Svájc               | 238.54       | 5  | 2   |
| 3                                     | Brian Joubert         | Franciaország       | 236.45       | 2  | 3   |
| 4                                     | Michal Březina        | Csehország          | 224.74       | 4  | 5   |
| 5                                     | Samuel Contesti       | Olaszország         | 221.33       | 7  | 4   |
| 6                                     | Yannick Ponsero       | Franciaország       | 219.52       | 3  | 7   |
| 7                                     | Alban Préaubert       | Franciaország       | 207.61       | 6  | 9   |
| 8                                     | Javier Fernández      | Spanyolország       | 204.83       | 13 | 6   |
| 9                                     | Stefan Lindemann      | Németország         | 203.95       | 9  | 8   |
| 10                                    | Tomáš Verner          | Csehország          | 203.18       | 8  | 10  |
| 11                                    | Kevin Van der Perren  | Belgium             | 195.48       | 11 | 11  |
| 12                                    | Adrian Schultheiss    | Svédország          | 188.79       | 12 | 13  |
| 13                                    | Anton Kovalevszki     | Ukrajna             | 186.84       | 14 | 14  |
| 14                                    | Szergej Voronov       | Oroszország         | 185.38       | 17 | 12  |
| 15                                    | Kristoffer Berntsson  | Svédország          | 183.10       | 10 | 17  |
| 16                                    | Paolo Bacchini        | Olaszország         | 181.42       | 16 | 15  |
| 17                                    | Viktor Pfeifer        | Ausztria            | 178.41       | 15 | 16  |
| 18                                    | Gregor Urbas          | Szlovénia           | 163.84       | 20 | 18  |
| 19                                    | Zoltán Kelemen        | Románia             | 161.10       | 18 | 20  |
| 20                                    | Jorik Hendrickx       | Belgium             | 161.06       | 19 | 19  |
| Nem mutathatták be szabadprogramjukat |                       |                     |              |    |     |
| 21                                    | Maciej Cieplucha      | Lengyelország       | 56.45        | 21 |     |
| 22                                    | Ari-Pekka Nurmenkari  | Finnország          | 53.55        | 22 |     |
| 23                                    | Karel Zelenka         | Olaszország         | 53.09        | 23 |     |
| 24                                    | Peter Reitmayer       | Szlovákia           | 51.35        | 24 |     |
| 25                                    | Maxim Shipov          | Izrael              | 51.21        | 25 |     |
| 26                                    | Boris Martinec        | Horvátország        | 50.49        | 26 |     |
| 27                                    | Matthew Parr          | Egyesült Királyság  | 49.02        | 27 |     |
| 28                                    | Damjan Ostojič        | Bosznia-Hercegovina | 47.96        | 28 |     |
| 29                                    | Viktor Romanenkov     | Észtország          | 47.60        | 29 |     |
| 30                                    | Alexandr Kazakov      | Fehéroroszország    | 45.97        | 30 |     |
| 31                                    | Kutay Eryoldas        | Törökország         | 37.40        | 31 |     |
| 32                                    | Boyito Mulder         | Hollandia           | 36.38        | 32 |     |
| 33                                    | Marko Márton          | Magyarország        | 35.32        | 33 |     |
| 34                                    | Saulius Ambrulevičius | Litvánia            | 34.49        | 34 |     |
| 35                                    | Girts Jekabsons       | Lettország          | 32.67        | 35 |     |
| 36                                    | Georgi Kencsadze      | Bulgária            | 32.02        | 36 |     |
| 37                                    | Pierre Balian         | Örményország        | 31.82        | 37 |     |
| VL                                    | Joffrey Bourdon       | Montenegró          |              |    |     |

- VL = visszalépett, RP = rövidprogram, SZP= szabadprogram

### Nők
| #                                     | Név                  | Ország             | Összpontszám | RP | SZP |
| ------------------------------------- | -------------------- | ------------------ | ------------ | -- | --- |
| 1                                     | Carolina Kostner     | Olaszország        | 173.46       | 1  | 1   |
| 2                                     | Laura Lepistö        | Finnország         | 166.37       | 3  | 3   |
| 3                                     | Elene Gedevanisvili  | Grúzia             | 164.54       | 4  | 2   |
| 4                                     | Kiira Korpi          | Finnország         | 163.68       | 2  | 5   |
| 5                                     | Sarah Meier          | Svájc              | 157.44       | 8  | 4   |
| 6                                     | Sebestyén Júlia      | Magyarország       | 156.77       | 6  | 6   |
| 7                                     | Aljona Leonova       | Oroszország        | 153.57       | 5  | 7   |
| 8                                     | Valentina Marchei    | Olaszország        | 149.46       | 7  | 8   |
| 9                                     | Kszenia Makarova     | Oroszország        | 146.85       | 9  | 9   |
| 10                                    | Elena Glebova        | Észtország         | 138.93       | 13 | 10  |
| 11                                    | Viktoria Helgesson   | Svédország         | 137.10       | 12 | 12  |
| 12                                    | Tuğba Karademir      | Törökország        | 136.42       | 10 | 13  |
| 13                                    | Okszana Gozeva       | Oroszország        | 135.39       | 14 | 11  |
| 14                                    | Jenna McCorkell      | Egyesült Királyság | 128.06       | 11 | 17  |
| 15                                    | Ivana Reitmayerová   | Szlovákia          | 125.31       | 15 | 14  |
| 16                                    | Sarah Hecken         | Németország        | 121.79       | 16 | 16  |
| 17                                    | Sonia Lafuente       | Spanyolország      | 121.15       | 17 | 15  |
| 18                                    | Natalja Popova       | Ukrajna            | 113.35       | 20 | 18  |
| 19                                    | Teodora Poštič       | Szlovénia          | 113.35       | 19 | 19  |
| VL                                    | Susanna Pöykiö       | Finnország         |              | 18 |     |
| Nem mutathatták be szabadprogramjukat |                      |                    |              |    |     |
| 21                                    | Tamar Katz           | Izrael             | 43.70        | 21 |     |
| 22                                    | Kacjarina Pahamovics | Fehéroroszország   | 43.54        | 22 |     |
| 23                                    | Karly Robertson      | Egyesült Királyság | 41.74        | 23 |     |
| 24                                    | Shira Willner        | Németország        | 38.10        | 24 |     |
| 25                                    | Miriam Ziegler       | Ausztria           | 36.06        | 25 |     |
| 26                                    | Mirna Libric         | Horvátország       | 35.74        | 26 |     |
| 27                                    | Martina Bocek        | Csehország         | 35.08        | 27 |     |
| 28                                    | Manouk Gijsman       | Hollandia          | 34.96        | 28 |     |
| 29                                    | Erle Harstad         | Norvégia           | 34.82        | 29 |     |
| 30                                    | Birce Atabey         | Törökország        | 33.76        | 30 |     |
| 31                                    | Hadford Katherine    | Magyarország       | 32.66        | 31 |     |
| 32                                    | Karina Johnson       | Dánia              | 32.16        | 32 |     |
| 33                                    | Isabelle Pieman      | Belgium            | 30.32        | 33 |     |
| 34                                    | Fleur Maxwell        | Luxemburg          | 30.18        | 34 |     |
| 35                                    | Beatrice Rozinskaite | Litvánia           | 29.60        | 35 |     |
| 36                                    | Clara Peters         | Írország           | 29.42        | 36 |     |
| 37                                    | Sabina Paquier       | Románia            | 29.38        | 37 |     |
| 38                                    | Marina Seeh          | Szerbia            | 29.32        | 38 |     |
| 39                                    | Zanna Pugaca         | Lettország         | 29.04        | 39 |     |
| 40                                    | Szonia Radeva        | Bulgária           | 26.64        | 40 |     |
| 41                                    | Maria Papasotiriou   | Görögország        | 23.02        | 41 |     |
| VL                                    | Joelle Forte         | Azerbajdzsán       |              |    |     |

- VL = visszalépett, RP = rövidprogram, SZP = szabadprogram

### Páros
| #                                     | Név                                        | Ország             | Összpontszám | RP | SZP |
| ------------------------------------- | ------------------------------------------ | ------------------ | ------------ | -- | --- |
| 1                                     | Juko Kavaguti / Alekszandr Szmirnov        | Oroszország        | 213.15       | 2  | 1   |
| 2                                     | Aliona Savchenko / Robin Szolkowy          | Németország        | 211.72       | 1  | 2   |
| 3                                     | Marija Muhortova / Makszim Trankov         | Oroszország        | 202.03       | 3  | 3   |
| 4                                     | Tetjana Voloszozsar / Sztanyiszlav Morozov | Ukrajna            | 187.83       | 4  | 4   |
| 5                                     | Vera Bazarova / Jurij Larionov             | Oroszország        | 159.84       | 5  | 6   |
| 6                                     | Nicole della Monica / Yannick Kocon        | Olaszország        | 156.80       | 6  | 5   |
| 7                                     | Vanessa James / Yannick Bonheur            | Franciaország      | 151.28       | 7  | 7   |
| 8                                     | Anaïs Morand / Antoine Dorsaz              | Svájc              | 144.95       | 11 | 8   |
| 9                                     | Maylin Hausch / Daniel Wende               | Németország        | 142.76       | 9  | 9   |
| 10                                    | Adeline Canac / Maximin Coia               | Franciaország      | 139.73       | 8  | 11  |
| 11                                    | Stacey Kemp / David King                   | Egyesült Királyság | 137.29       | 13 | 10  |
| 12                                    | Erica Risseeuw / Robert Paxton             | Egyesült Királyság | 130.09       | 14 | 12  |
| 13                                    | Maria Sergejeva / Ilja Glebov              | Észtország         | 129.46       | 12 | 13  |
| 14                                    | Joanna Sulej / Mateusz Chruściński         | Lengyelország      | 124.79       | 10 | 15  |
| 15                                    | Jessica Crenshaw / Chad Tsagris            | Görögország        | 115.59       | 16 | 14  |
| 16                                    | Nina Ivanova / Filip Zalevszki             | Bulgária           | 106.31       | 15 | 16  |
| Nem mutathatták be szabadprogramjukat |                                            |                    |              |    |     |
| 17                                    | Ljubov Bakirova / Mihalaj Kamjancsuk       | Fehéroroszország   | 36.18        | 17 |     |
| 18                                    | Danielle Montalbano / Evgeni Krasnopolski  | Izrael             | 30.90        | 18 |     |
| 19                                    | Gabriela Čermanová / Martin Hanulák        | Szlovákia          | 30.04        | 19 |     |
| 20                                    | Hecht Viktória / Trefil Kristóf            | Magyarország       | 29.34        | 20 |     |
| VL                                    | Marika Zanforlin / Federico Degli Esposti  | Olaszország        |              |    |     |

- VL = visszalépett, RP = rövidprogram, SZP = szabadprogram

### Jégtánc
| #                                     | Név                                     | Ország             | Összpontszám | KT | ET | SZP |
| ------------------------------------- | --------------------------------------- | ------------------ | ------------ | -- | -- | --- |
| 1                                     | Okszana Domnyina / Makszim Sabalin      | Oroszország        | 199.25       | 1  | 2  | 2   |
| 2                                     | Federica Faiella / Massimo Scali        | Olaszország        | 195.86       | 3  | 1  | 1   |
| 3                                     | Jana Hohlova / Szergej Novickij         | Oroszország        | 189.67       | 2  | 4  | 3   |
| 4                                     | Nathalie Péchalat / Fabian Bourzat      | Franciaország      | 188.51       | 5  | 3  | 4   |
| 5                                     | Sinead Kerr / John Kerr                 | Egyesült Királyság | 184.05       | 4  | 5  | 5   |
| 6                                     | Anna Cappellini / Luca Lanotte          | Olaszország        | 176.10       | 6  | 9  | 6   |
| 7                                     | Alexandra Zaretsky / Roman Zaretsky     | Izrael             | 174.91       | 7  | 6  | 9   |
| 8                                     | Anna Zadorozsnyuk / Szerhij Verbillo    | Ukrajna            | 171.28       | 9  | 7  | 8   |
| 9                                     | Jekatyerina Bobrova / Dmitrij Szolovjov | Oroszország        | 171.26       | 8  | 8  | 7   |
| 10                                    | Hoffmann Nóra / Zavozin Makszim         | Magyarország       | 163.21       | 11 | 11 | 10  |
| 11                                    | Alla Beknazarova / Vlagyimir Zujev      | Ukrajna            | 162.82       | 10 | 10 | 12  |
| 12                                    | Pernelle Carron / Lloyd Jones           | Franciaország      | 159.52       | 12 | 12 | 11  |
| 13                                    | Caitlin Mallory / Kristjan Rand         | Észtország         | 155.93       | 15 | 15 | 13  |
| 14                                    | Zoé Blanc / Pierre-Loup Bouquet         | Franciaország      | 147.56       | 17 | 13 | 14  |
| 15                                    | Christina Beier / William Beier         | Németország        | 147.36       | 13 | 14 | 16  |
| 16                                    | Penny Coomes / Nicholas Buckland        | Egyesült Királyság | 145.91       | 16 | 16 | 15  |
| Nem mutathatták be szabadprogramjukat |                                         |                    |              |    |    |     |
| 17                                    | Kira Geil / Dmitri Matsjuk              | Ausztria           | 71.73        | 14 | 19 |     |
| 18                                    | Kamila Hájková / David Vincour          | Csehország         | 71.21        | 18 | 17 |     |
| 19                                    | Allison Reed / Otar Japaridze           | Grúzia             | 66.28        | 22 | 18 |     |
| 20                                    | Nikola Višňová / Lukáš Csolley          | Szlovákia          | 64.57        | 21 | 20 |     |
| 21                                    | Katelyn Good / Nikolaj Sorensen         | Dánia              | 63.13        | 20 | 21 |     |
| 22                                    | Federica Testa / Christopher Mior       | Olaszország        | 61.88        | 19 | 24 |     |
| 23                                    | Nikki Georgiadis / Graham Hockley       | Görögország        | 59.98        | 24 | 23 |     |
| 24                                    | Oksana Klimova / Sasha Palomäki         | Finnország         | 59.85        | 25 | 22 |     |
| 25                                    | Ramona Elsener / Florian Roost          | Svájc              | 59.28        | 23 | 25 |     |
| 26                                    | Leszja Valadzenkava / Vitali Vakunov    | Fehéroroszország   | 50.11        | 26 | 26 |     |
| VL                                    | Virginiya Hoptman / Pavel Filchenkov    | Azerbajdzsán       |              |    |    |     |

- VL = visszalépett, KT = kötelező tánc, ET = eredeti tánc, SZP = szabadprogram